# Ботлогетсве, Кристин
Кристин Ботлогетсве (англ. Christine Botlogetswe; род. 1 октября 1995, Ракопс, Центральный округ) — ботсванская легкоатлетка, специалистка по бегу на короткие дистанции. Выступает за сборную Ботсваны по лёгкой атлетике с 2011 года, серебряная и бронзовая призёрка чемпионатов Африки, обладательница серебряной медали Всеафриканских игр, бронзовая призёрка Игр Содружества, рекордсменка страны, участница летних Олимпийских игр в Рио-де-Жанейро.

## Биография
Кристин Ботлогетсве родилась 1 октября 1995 года в поселении Ракопс Центрального округа Ботсваны.
Занималась лёгкой атлетикой в клубе Orapa Athletics Club, проходила подготовку под руководством тренера Джастиса Дипебы.
Дебютировала на международной арене в 2011 году, выступив на домашнем юниорском африканском первенстве в Габороне — заняла восьмое место в беге на 400 метров и четвёртое место в программе эстафеты 4 × 400 метров. Позже выступила и на юниорском чемпионате мира в Лилле, где показала 41 результат на четырёхсотметровой дистанции.
На мировом первенстве среди юниоров 2012 года в Барселоне в беге на 400 метров закрыла тридцатку сильнейших.
В 2013 году на чемпионате Африки среди юниоров в Бамбусе была шестой в беге на 400 метров.
Первого серьёзного успеха на взрослом международном уровне добилась в сезоне 2014 года, когда вошла в основной состав ботсванской национальной сборной и побывала на взрослом чемпионате Африки в Марракеше, откуда привезла награду бронзового достоинства, выигранную в эстафете 4 × 400 метров — уступила здесь только командам из Нигерии и Кении. Также стартовала в индивидуальном беге на 200 метров, но попасть в число призёров не смогла, заняла итоговое 29 место.
В 2015 году на чемпионате мира по легкоатлетическим эстафетам в Нассау стала пятой в эстафете 4 × 400 метров. В той же дисциплине выиграла серебряную медаль на Африканских играх в Браззавиле.
На африканском первенстве 2016 года в Дурбане была шестой в беге на 400 метров и четвёртой в эстафете 4 × 400 метров. Благодаря череде удачных выступлений удостоилась права защищать честь страны на летних Олимпийских играх в Рио-де-Жанейро — в зачёте бега на 400 метров показала время 52,37 секунды в предварительном квалификационном забеге и не смогла отобраться в полуфинал.
После Олимпиады Ботлогетсве осталась в составе легкоатлетической команды Ботсваны и продолжила принимать участие в крупнейших международных соревнованиях. Так, в 2017 году она стала шестой в эстафете 4 × 400 метров на чемпионате мира по легкоатлетическим эстафетам в Нассау, тогда как на мировом первенстве в Лондоне заняла 43 место в беге на 400 метров и 7 место в эстафете 4 × 400 метров.
В 2018 году на Играх Содружества в Голд-Косте финишировала четвёртой в беге на 400 метров и стала бронзовой призёркой в эстафете 4 × 400 метров. Кроме того, выиграла серебряную медаль в индивидуальном четырёхсотметровом беге на чемпионате Африки в Асабе, пропустив вперёд только представительницу ЮАР Кастер Семеню.